# وارلوزيل (باد كاليه)
وارلوزيل، باد كاليه (بالفرنسية: Warluzel)‏ هي بلدية تقع في إقليم باد كاليه من منطقة نور با دو كاليه في شمال فرنسا. تبلغ مساحة هذه المدينة 4.02 (كم²)، وترتفع عن سطح البحر 153 م، يبلغ عدد سكانها 245 نسمة حسب إحصاء المعهد الوطني للإحصاء والدراسات الاقتصادية سنة 2009 م. وترأس André Levé البلدية خلال فترة (2008-2014).